# Người đẹp tóc mây
Người đẹp tóc mây (tiếng Anh: Tangled) là một bộ phim điện ảnh hoạt hình máy tính 3D thuộc thể loại nhạc kịch và phiêu lưu của Mỹ năm 2010 do xưởng phim Walt Disney Animation Studios sản xuất và hãng Walt Disney Pictures chịu trách nhiệm phát hành. Chủ yếu dựa trên truyện cổ tích của Đức "Rapunzel" nằm trong bộ sưu tập truyện cổ tích do anh em nhà Grimm xuất bản, đây là tác phẩm điện ảnh hoạt hình thứ 50 của Disney. Với sự tham gia lồng tiếng của Mandy Moore, Zachary Levi và Donna Murphy, cốt truyện phim kể về một nàng công chúa bị mất tích với mái tóc dài có phép thuật, người luôn ao ước được ra khỏi tòa tháp hẻo lánh của mình. Không tuân theo mong muốn của mẹ mình, nàng tham gia giúp đỡ cho một tên trộm để đưa nàng tới thế giới mà cô chưa bao giờ được thấy.
Trước khi công chiếu, tựa phim từng được đổi từ Rapunzel sang Tangled nhằm phục vụ chiến dịch quảng cáo hướng tới đối tượng khán giả từ cả hai giới tính. Người đẹp tóc mây tốn 6 năm sản xuất với kinh phí ước tính khoảng 260 triệu USD; nếu tính cả lạm phát, đây là bộ phim hoạt hình có kinh phí cao nhất từ trước đến nay và một trong những phim điện ảnh có kinh phí cao nhất mọi thời đại. Tác phẩm được thừa hưởng một phong cách nghệ thuật mới lạ nhờ sự hoà quyện của cả công nghệ mô phỏng hình ảnh bằng máy tính (CGI) và công nghệ hoạt hình truyền thống, và sử dụng cả công nghệ tạo hình ảnh phi thực tế để gây ấn tượng cho các bức hình. Nhà soạn nhạc Alan Menken, người đã làm việc với nhiều tác phẩm phim hoạt hình trước đó của Disney, quay trở lại để đảm nhiệm phần âm nhạc cho Người đẹp tóc mây.
Người đẹp tóc mây lần đầu ra mắt ở rạp El Capitan vào ngày 14 tháng 11 năm 2010, và phát hành rộng rãi vào ngày 24 tháng 11. Tác phẩm khởi chiếu tại Việt Nam vào ngày 28 tháng 1 năm 2011. Bộ phim đem về 590 triệu USD doanh thu toàn cầu, 200 triệu USD tại thị trường Mĩ và Canada; nó đón nhận những phản hồi tích cực từ các nhà phê bình và sự tán dương nồng nhiệt từ khán giả. Người đẹp tóc mây đã giành một số giải thưởng, trong đó có ca khúc trong phim hay nhất tại lễ trao giải Oscar lần thứ 83 (cho bài hát I See the Light). Bộ phim được phát hành trên đĩa Blu-ray và DVD vào ngày 29 tháng 3 năm 2011; một đoạn phim hoạt hình kế tiếp, Tangled Ever After ra mắt vào năm 2012.

#### Tranh cãi về khâu đổi tựa đề

Logo không chính thức của phim Người đẹp tóc mây với tựa gốc Rapunzel, trước khi tên được đổi thành Tangled để đưa bộ phim đến với cả hai giới.

## Cốt truyện
Từ xa xưa, một tia nắng từ trên trời rơi xuống Trái Đất, và từ tia nắng nhỏ nhoi ấy, mọc lên một bông hoa vàng ẩn chứa phép thuật diệu kỳ. Một mụ phù thủy già tên là Mẹ Gothel tìm thấy bông hoa và sử dụng quyền năng chữa lành mọi thứ của nó để làm cho mụ trẻ lại suốt hàng trăm năm trời. Nhiều thế kỷ trôi qua, tại một vương quốc gần đó, có một bà hoàng hậu đang mang thai. Bà bị ốm rất nặng, và nhà vua ra lệnh đi tìm loài cây kỳ diệu trong truyền thuyết ấy. Mặc dù Gothel đã tìm cách che giấu nó cho riêng mình, nhưng quân lính vẫn tìm thấy bông hoa, mang cây về, và hòa với nước cho hoàng hậu uống. Và kết quả là bông hoa kỳ diệu chữa khỏi bệnh cho hoàng hậu. Một nàng công chúa ra đời với mái tóc vàng tuyệt đẹp có khả năng chữa lành mọi vết thương. Vì muốn lấy lại sự trẻ trung và bất tử của mình, Gothel đột nhập vào phòng của công chúa trong lâu đài để cắt một lọn tóc của nàng, nhưng mụ phát hiện ra rằng làm như vậy sẽ khiến ngọn tóc mất đi phép thuật vốn có. Và thế là mụ bắt cóc công chúa và đặt tên cô bé là "Rapunzel", nuôi nàng như con đẻ ở một tòa tháp hẻo lánh. Gothel luôn nói với Rapunzel rằng cuộc sống ngoài kia lúc nào cũng đầy rẫy những nguy hiểm, và để được an toàn, nàng luôn phải ở đây. Nhưng tòa tháp cao và những lời nói ấy của mụ không thể che giấu tất cả. Hàng năm, vào tối sinh nhật của công chúa, nhà vua và hoàng hậu tưởng nhớ tới nàng bằng cách thả hàng nghìn chiếc đèn lồng lên trời với hi vọng rằng một ngày nào đó, nàng công chúa bị mất tích của họ sẽ trở về. Từ cửa sổ của tòa tháp bí mật, Rapunzel năm nào cũng say sưa ngắm nhìn những "đốm sáng bay" ấy, và cô bé luôn muốn biết thứ ánh sáng ấy là gì.
Vào ngày sinh nhật thứ mười tám của mình, Rapunzel xin Gothel cho phép mình ra ngoài tòa tháp để có thể chiêm ngưỡng thứ ánh sáng bay hàng năm ấy thực chất là gì, nhưng Gothel, như thường lệ, vẫn từ chối với lý do thế giới ngoài kia quá nguy hiểm với nàng. Cùng lúc ấy, Flynn Rider và anh em nhà Stabbington đánh cắp chiếc vương miện của nàng công chúa bị mất tích. Trong cuộc truy đuổi sau đó, Maximus, chú ngựa của người chỉ huy đội quân của lâu đài, bị lạc khỏi chủ nhưng vẫn tiếp tục tự mình đuổi theo tên tội phạm. Kế đó Flynn phản bội hai kẻ đồng phạm, lừa được những kẻ đang truy đuổi mình, đoạt vương miện, và vô tình tìm đến tòa tháp của Rapunzel. Anh trèo lên tòa tháp, nhưng bị Rapunzel đánh bất tỉnh với một chiếc chảo rán và giấu vào trong tủ quần áo. Khi Gothel trở về, Rapunzel tìm cách cho mụ xem mình đã bắt Flynn để chứng tỏ rằng giờ nàng đủ khôn lớn để đi ra thế giới ngoài kia, nhưng Gothel liền ngắt lời nàng và nói rằng nàng sẽ không bao giờ được rời khỏi tòa tháp này, mãi mãi; vì thế mụ vẫn không biết đến sự có mặt của Flynn. Và thay vì cho mụ xem anh thì Rapunzel hỏi xin Gothel đi tìm một loại sơn vẽ đặc biệt, mà nguyên liệu để làm nó phải đi tìm hết ba ngày đường xa. Gothel ra đi, và Rapunzel nhanh chóng đưa Flynn ra khỏi chiếc tủ quần áo. Nàng trói anh bằng mái tóc của mình và ra thỏa thuận rằng nàng sẽ chỉ đưa lại chiếc vương miện cho anh sau khi anh đưa nàng đi xem những đốm sáng kia. Sau một hồi tranh luận, Flynn đồng ý. Trên đường đi, anh đưa nàng tới quán Những chú vịt con ấm cúng, nơi đầy những tên côn đồ và kẻ đầu gấu, với hi vọng rằng sẽ làm cho nàng sợ và từ bỏ ý định của mình. Tuy nhiên, Rapunzel đã cảm hóa được họ và họ cổ vũ hai người hãy đi theo những ước mơ của mình. Thế là anh chàng Tay Móc chỉ cho hai người một lối đi bí mật trốn ra khỏi quán khi quân lính hoàng gia tới nơi.
Khi đang đi, Mẹ Gothel vô tình nhìn thấy Maximus. Vì lo sợ có ai đó tìm thấy Rapunzel, Gothel trở về tòa tháp sớm. Không chỉ phát hiện ra Rapunzel trốn đi, Gothel còn sợ hãi khi tìm thấy chiếc vương miện. Sau đó mụ hợp tác với anh em nhà Stabbington để mụ có thể mang Rapunzel trở về, còn hai anh em nhà kia thì trả thù được Flynn. Trong khi đó, quân lính tìm đến quán rượu và đuổi theo Flynn và Rapunzel tới một cái đập, rồi nó bị Maximus vô tình làm vỡ. Flynn và Rapunzel bị mắc kẹt trong một cái hang đang bị ngập nước. Flynn bị đứt tay trong khi đang cố tìm lối thoát nhưng chẳng có ích gì. Nghĩ rằng mình không còn đường ra nữa, Flynn tâm sự với Rapunzel một sự thật về mình, đó là tên thật của anh là: Eugene Fitzherbert. Rapunzel cũng làm vậy, nàng nói rằng mái tóc của nàng có thể phát sáng khi nàng hát, và phát hiện ra rằng họ có thể dùng ánh sáng từ mái tóc của nàng để tìm lối ra. Rapunzel tiếp đó dùng mái tóc của mình để chữa lành vết thương trên bàn tay Flynn. Flynn nói với Rapunzel rằng anh thật ra là một đứa trẻ mồ côi, luôn mơ ước được như một anh hùng trong cuốn truyện cổ tích mà anh lấy làm tên mình, nhưng Rapunzel nói rằng nàng thích cái tên Eugene hơn Flynn nhiều. Khi Flynn đi kiếm củi đốt, Gothel đã gặp Rapunzel, khăng khăng khẳng định với nàng rằng Flynn không quan tâm gì tới nàng và đưa chiếc vương miện cho Rapunzel, nói với nàng hãy đưa nó cho Flynn mà thử lòng anh. Nhưng Rapunzel không tin, thế là mụ bỏ đi, cùng với hai tên trộm chuẩn bị cho một kế hoạch mới.
Sáng hôm sau, Maximus chạm trán với Flynn và lôi anh đi, nhưng rồi Rapunzel kết bạn với chú ngựa và thuyết phục nó hãy giúp họ. Đến vương quốc, Flynn đưa Rapunzel đi quanh kinh thành và đêm đó, thuê một chiếc thuyền nhỏ, đưa nàng ra giữa hồ xem thả đèn lồng. Ở đó, Rapunzel trả lại chiếc vương miện cho Flynn. Trong khung cảnh lãng mạn với xung quanh là hàng nghìn chiếc đèn lồng rực rỡ, anh nhận ra mình đã đem lòng yêu nàng, và ngay khi anh chuẩn bị hôn thì Flynn chợt nhìn thấy hai tên đồng bọn cũ và để Rapunzel lại để đi đưa chiếc vương miện cho chúng, cho thấy rằng bây giờ anh quan tâm Rapunzel hơn tất cả. Tuy nhiên hai anh em nhà Stabbington nói rằng chúng muốn có Rapunzel, và đánh anh bất tỉnh, rồi buộc anh vào một chiếc thuyền, đặt chiếc vương miện lên tay anh và đẩy anh qua cái hồ tới vương quốc. Chúng nói với Rapunzel rằng Flynn đã phản bội nàng và tìm cách bắt cóc nàng để có được quyền năng của mái tóc kỳ diệu. Nhưng Gothel dựng lên một cuộc giải cứu bằng cách đánh hai anh em nhà kia bất tỉnh và đưa Rapunzel trở lại tòa tháp. Một lúc sau đó, khi nhìn vào chiếc khăn quà tặng với biểu tượng của vương quốc mà trước đó Flynn từng mua cho nàng một hồi lâu, Rapunzel thấy tất cả những bức tranh nàng vẽ trên trần và tường phòng ngủ của mình đều hiện ra biểu tượng hình mặt trời đó, qua đó nhận ra mình chính là nàng công chúa bị mất tích và tìm cách chạy trốn khỏi tòa tháp, nhưng rồi bị Mẹ Gothel bắt lại.
Trong lúc đó, chiếc thuyền của Flynn trôi tới chỗ lính canh, và họ phát hiện ra chiếc vương miện. Flynn bị bắt và kết án tử hình. Khi đang bị giải tới chỗ treo cổ, Flynn bực tức đánh hai người lính canh và lao tới chỗ hai anh em nhà Stabbington, đánh chúng và hỏi chúng làm sao mà biết được phép thuật chữa lành mọi thứ của mái tóc Rapunzel, và chúng trả lời đó là do một mụ già. Sau đó anh được Maximus và những anh chàng đầu gấu ở quán rượu mà Maximus gọi đến cứu thoát. Flynn cùng Maximus lao tới chỗ tòa tháp và thấy Rapunzel đang bị xích vào tường và dùng băng dính dán vào miệng. Gothel liền đâm anh một nhát dao chí tử và chuẩn bị đưa Rapunzel tới một chỗ ẩn nấp mới. Nhưng Rapunzel cầu xin Gothel rằng nàng sẽ thôi chống lại mụ nếu mụ để nàng cứu chữa cho Flynn. Flynn cố bảo Rapunzel đừng làm như vậy, nhưng nàng nói với anh rằng mọi thứ rồi sẽ ổn thôi. Gothel đồng ý với đề nghị đó, nhưng trước khi Rapunzel chữa cho anh, Flynn đã cắt mái tóc của nàng để giải thoát cho nàng khỏi lời hứa phải sống ẩn nấp với Gothel mãi mãi. Mái tóc của Rapunzel ngay lập tức chuyển sang màu nâu và mất hết quyền năng. Kết quả là Gothel già đi nhanh chóng và bị con tắc kè Pascal, bạn của Rapunzel, kéo mái tóc bị cắt của nàng ra ngáng đường, mụ vấp và ngã ra khỏi tòa tháp đến chết, thân xác mụ tan thành cát bụi trước khi kịp tiếp đất. Trong hơi thở cuối cùng, Flynn nói với Rapunzel rằng nàng chính là ước mơ mới của anh, bày tỏ tình yêu của mình với nàng, và Rapunzel cũng nói với anh như thế. Flynn chết, để lại nàng Rapunzel với trái tim tan nát, hát nốt những câu cuối cùng của bài hát thần chú chữa lành mọi thứ và khóc lóc thảm thiết. Nhưng một giọt nước mắt của nàng rơi trên khuôn mặt Flynn, và nó vẫn còn phép thuật chữa lành vết thương, cứu sống anh. Trở về vương quốc của nàng - vương quốc Corona, Rapunzel đoàn tụ với nhà vua và hoàng hậu. Flynn sau đó kết thúc bộ phim bằng lời kể với khán giả rằng tất cả những anh chàng đầu gấu ở quán rượu đã có được những gì mình mơ ước, còn bản thân anh quay trở lại với cái tên cũ, và cuối cùng Rapunzel và anh kết hôn rồi sống hạnh phúc bên nhau mãi mãi về sau.

## Lồng tiếng
- Mandy Moore trong vai Rapunzel[8][9]
  - Delaney Rose Stein trong vai Rapunzel hồi nhỏ[10]
- Zachary Levi trong vai Flynn Rider[8][9]
- Donna Murphy trong vai Mother Gothel[11]
- Brad Garrett trong vai Tay Móc (Hook-Hand Thug)[10]
- Ron Perlman trong vai anh em Stabbington
- John DiMaggio trong vai anh em Stabbington[10]
- Jeffrey Tambor trong vai Mũi To (Big Nose Thug)
- Richard Kiel trong vai Vladamir[10]
- M. C. Gainey trong vai Captain of the Guard
- Paul F. Tompkins trong vai Short Thug[10]

Những nhân vật là động vật không biết nói bao gồm Pascal, con tắc kè hoa của Rapunzel, và Maximus, con ngựa đứng gác ở cửa lâu đài được lồng tiếng bởi Frank Welker. Những nhân vật không có lời thoại khác là bố mẹ của Rapunzel (vua và hoàng hậu), và Ulf the Mime Thug.

### Tuyển vai

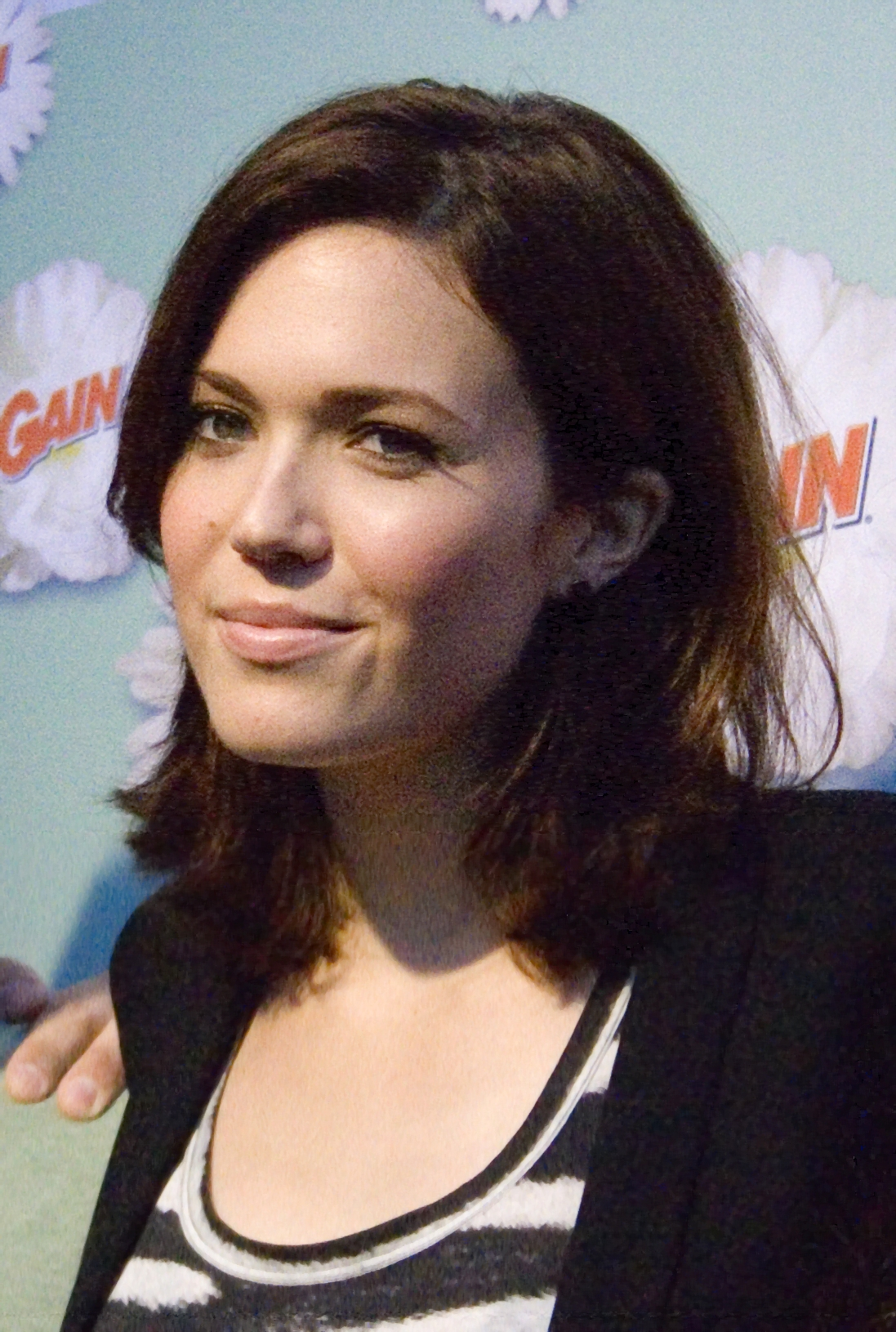
Nữ ca sĩ kiêm diễn viên Mandy Moore lồng tiếng cho vai chính Rapunzel trong phim.

## Sản xuất